# 스웨덴 영화
스웨덴 영화는 스웨덴에서 제작된 영화를 가리킨다.
스웨덴·노르웨이·덴마크의 스칸디나비아 3국에 핀란드를 합친 것이 북유럽 영화권이라고 말할 수 있는데, 이 가운데서 질적으로 가장 충실한 활동을 보이고 있는 것은 스웨덴이다. 그리고 다른 3개국의 영화는 영화 산업의 관점에서나 또는 영화 예술의 견지에서도 거의 볼 만한 것이 없다. 다만 덴마크의 감독 칼드레이에르의 무성영화시대로부터의 활동은 세계 영화사상에도 남길 가치를 지니고 있다. 스웨덴은 이미 1910년대 후반부터 20년대 전반에 걸친 무성영화시대에 극히 빛나는 황금기를 형성한 역사적 전통을 가지고 있다. 거기에 스틸레르와 셰스트룀 등 세계적인 명감독이 나와 가르보라는 세계적인 대스타를 탄생시켰다. 이 전통은 전후 버그먼이라는 대스타를 탄생시키고 더욱 계승되게 되었다. 감독으로서는 연극 활동에서 영화에 진출을 한 셰베리와 베리만이 거의 전후 스웨덴 영화계를 대표할 만큼 눈부신 업적을 올려 세계 영화 중에서 독자적인 위치를 계속 차지하였다. 극언하면 북유럽의 영화는 스웨덴에 의하여 대표되고, 그리고 스웨덴의 영화는 셰베리와 베리만이 대표한다고 말할 수 있다.

## 같이 보기
- 스웨덴의 영화 목록
- 스웨덴 영화 협회
- 스웨덴 영화 데이터베이스